# Брегово
Брегово (болг. Брегово) — город в Болгарии. Находится в Видинской области, входит в общину Брегово. Население составляет 2203 человека (2022).

## Политическая ситуация
Кмет (мэр) общины Брегово — Милчо Лалов Выков (Болгарская социалистическая партия (БСП)) по результатам выборов.

## Галерея

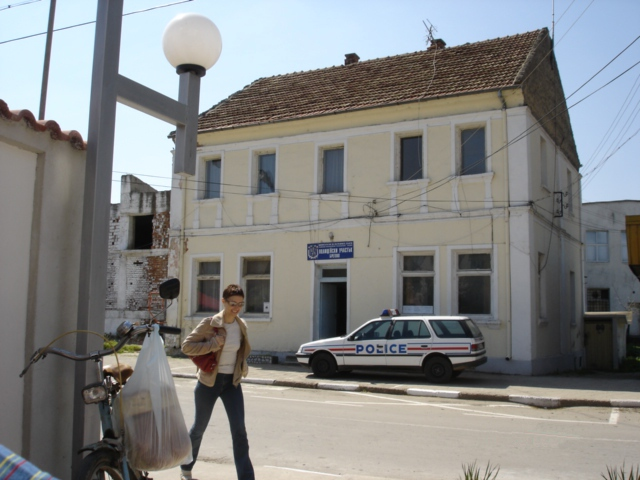
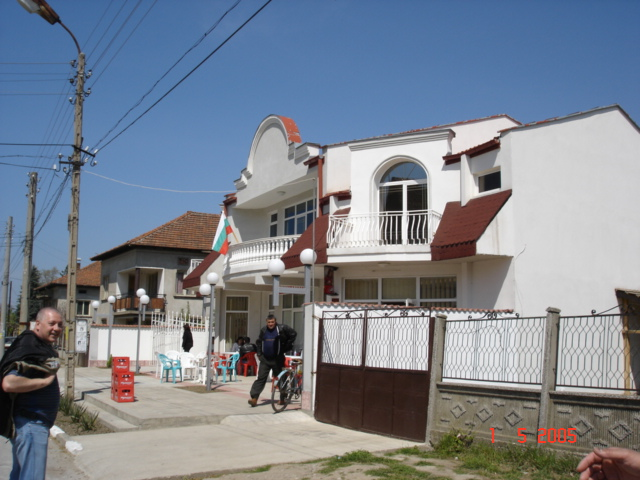
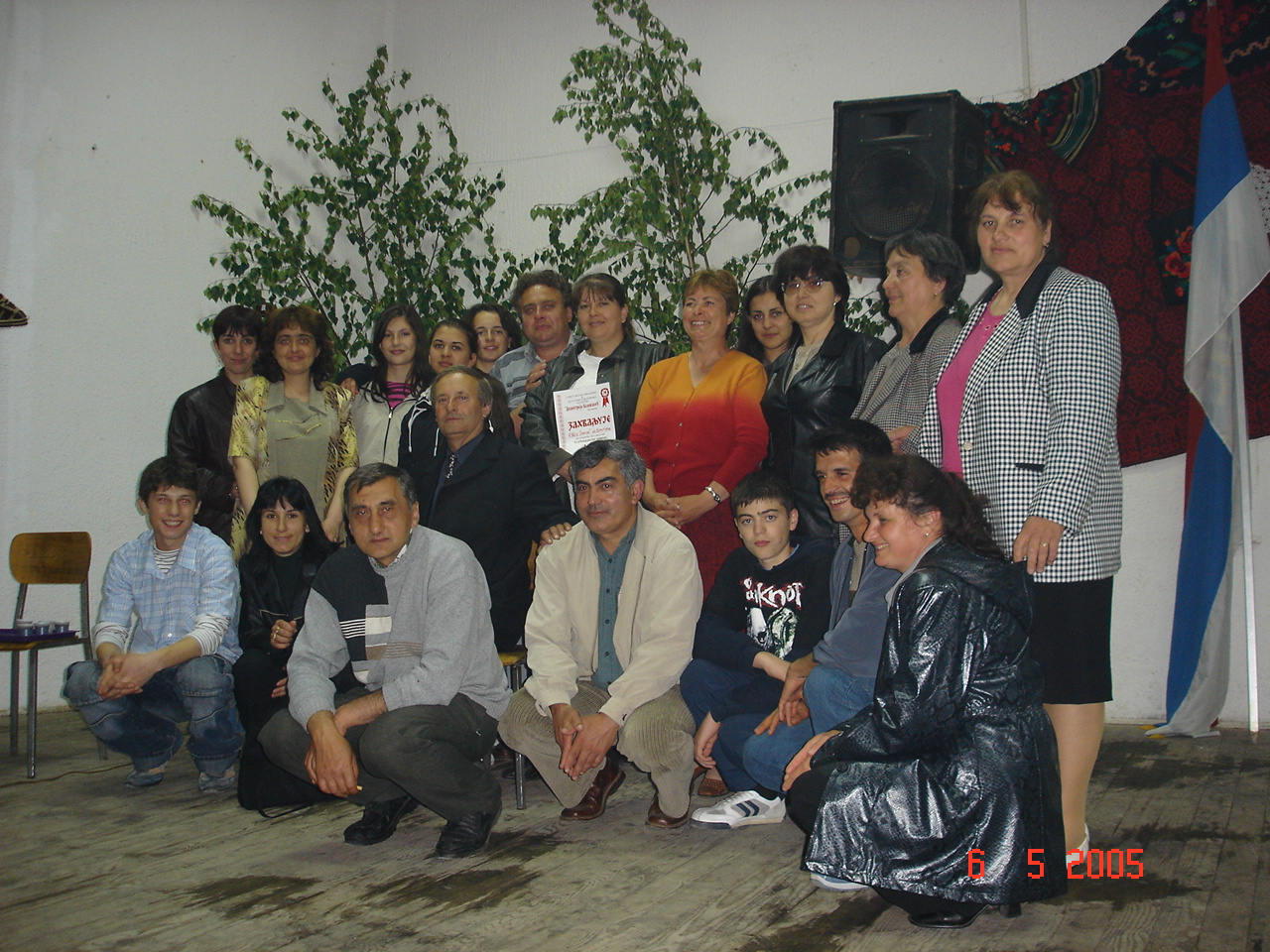
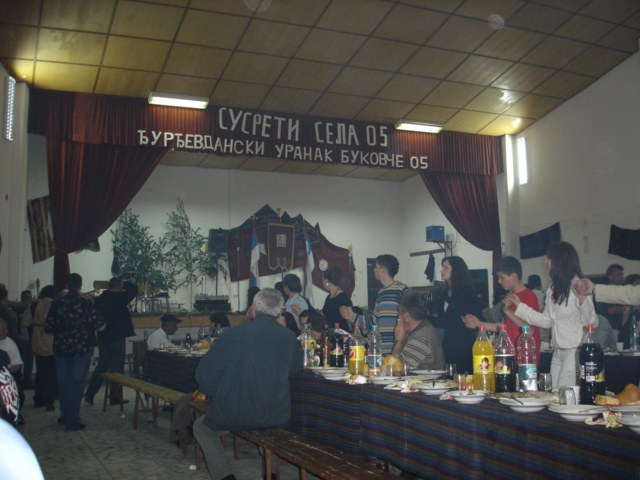
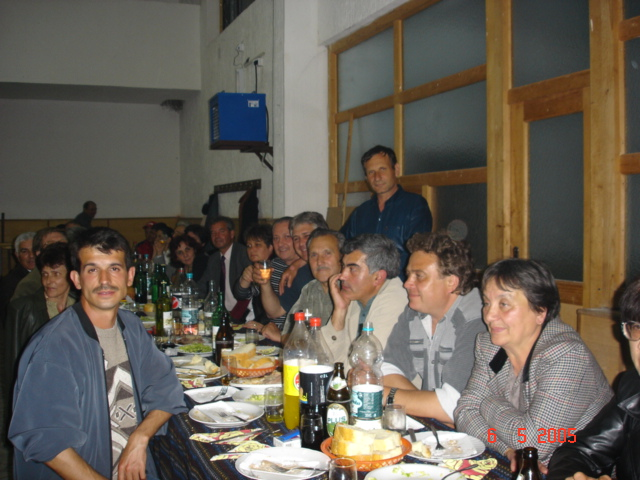